# 분홍수레국화
분홍수레국화는 국화목 국화과의 식물이다.

## 특징
잎의 색깔은 회색을 띤 옅은 녹색이다. 분홍수레국화의 줄기는 20cm에서 150cm까지 자란다. 분홍수레국화는 미세하고 짧은 털로 덮여있다. 분홍수레국화는 첫번째 해에 장미꽃 모양을 형성하고, 150mm까지 자란다. 돌출부로 크게 나뉜다. 그것은 2번째 해에 줄기를 생성한다. 잎줄기는 점차 덜 돌출되고, 꼭대기 방향으로 점점 작아진다.